# Dóra Dávid
Dóra Dávid (maďarsky Dávid Dóra; * 14. března 1985 Pécs) je maďarská právnička a politička, od července roku 2024 poslankyně Evropského parlamentu zvolená za stranu Respekt a svoboda (TISZA) a zasedající v parlamentní frakci Evropské lidové strany (EPP).

## Biografie
Narodila se roku 1985 v maďarském městě Pécs, ve věku dvanácti let se přestěhovala do Spojeného království, kde absolvovala studium práv na King's College London a na Univerzitě v Cambridgi. Poté pracovala jako právnička u Evropské komise. Od roku 2020 působila jako právní poradkyně společnosti Meta Platforms v Londýně.

### Politická kariéra
Na jaře roku 2024 vyslyšela výzvu Pétera Magyara, místopředsedy strany Respekt a svoboda (TISZA), který skrze média hledal vhodné osobnosti, jež by kandidovali v evropských a komunálních volbách. Dóra Dávid byla umístěna na 2. místo na kandidátní listinu strany TISZA pro eurovolby, ze které byla zvolena poslankyní Evropského parlamentu s mandátem do roku 2029.

## Soukromý život
Vedle rodné maďarštiny hovoří anglicky, francouzsky, německy a španělsky.